# Reason and Emotion
Reason and Emotion ist ein US-amerikanischer animierter Propagandafilm von Bill Roberts aus dem Jahr 1943.

## Handlung
Der Film behandelt das Verhältnis von Verstand (Reason) und Gefühl (Emotion). Ein Kleinkind wird nur vom Gefühl geleitet, zieht der Katze am Schwanz und fällt eine Treppe hinunter und weint. Im erwachsenen Mann hingegen führen Verstand und Gefühl im Hirn einen ständigen Zweikampf, wobei der Verstand in der Regel die Leitung übernimmt. Der Verstand, dargestellt mit Schlips, Nickelbrille und Anzug, lässt den Mann an einer schönen Frau vorbeigehen, während das als unrasierter Höhlenmensch neben dem Verstand sitzende Gefühl der Frau einen uncharmanten Spruch entgegenhält und dafür eine Ohrfeige in Kauf nehmen muss. In der Frau wiederum sorgt die ältliche Gouvernante Verstand für Diät, während das aufreizende, tief dekolletierte Gefühl sämtliche Eiscremes und fettige Speisen zu sich nehmen will und das Ergebnis auf der Waage sieht.
Der Film schaut nun auf das Verhältnis von Verstand und Gefühl in Nazideutschland. Verstand ist zwar vorhanden und versucht zu agieren, wird jedoch vom übermächtigen Gefühl im Zaum gehalten, da auch Adolf Hitler mit seinen theatralischen Reden zwischen Angst, Einschmeichelei, Stolz und Hass ausschließlich an das Gefühl des Deutschen appelliert. Der Erzähler ruft daher dazu auf, dass im Amerikaner Gefühl und Verstand eine solide Einheit bilden sollen und sich der Verstand nicht durch das Gefühl, zum Beispiel durch herangetragene Schreckensnachrichten von der Front, unterdrücken lassen soll. Verstand und Gefühl werden gezeigt, wie sie im Hirn des Amerikaners Seite an Seite in Uniform sitzen. Flugzeuge steigen am Himmel auf, God Save the Queen erklingt.

## Produktion
Reason and Emotion kam am 27. August 1943 in Technicolor in die Kinos. 
Der Film wurde von Ward Kimball und Ollie Johnston gezeichnet, wobei der Gefühl-Höhlenmensch das Aussehen von Kimball besitzt. Der Erzähler und die Figur des Verstandes werden von Frank Graham gesprochen.

## Auszeichnungen
Reason and Emotion wurde 1944 für einen Oscar in der Kategorie „Bester animierter Kurzfilm“ nominiert, konnte sich jedoch nicht gegen Tom spielt Feuerwerker durchsetzen.